# 卵精巣
卵精巣(英: ovotestis)とは精巣と卵巣の両方の外観を持つ性腺。ヒトでは、卵精巣は性腺発育異常症に関連する形態的異常とされる。
卵精巣は腹足類であるHelix aspersaのようにいくつかの動物では正常な構造として存在する。